# Enerjet
Enerjet — була канадською чартерною авіакомпанію зі штаб-квартирою у місті Калгарі, провінція Альберта, що працювала на чартерних туристських маршрутах з аеропортів Калгарі, Ванкувера і Едмонтона.

## Історія
Авіакомпанія Enerjet була заснована в 2006 році під ім'ям NewAir and Tours невеликою групою бізнесменів провінції Альберта, які поставили метою заповнити ринок туристичних чартерних авіаперевезень в Середній Канаді, який на думку підприємців випадає з поля зору інших канадських авіакомпаній, таких як WestJet і Air Canada. У числі дев'яти бізнесменів — засновників NewAir and Tours був колишній старший віце-президент WestJet Airlines Тім Морган. 20 жовтня 2008 року NewAir змінила свою назву на чинне в даний час Enerjet, а також змінила логотип перевізника і дизайн лівреї своїх літаків.
28 листопада 2008 року Enerjet отримала сертифікат експлуатанта Міністерства транспорту Канади.
22 лютого 2024 року авіакомпанія оголосила, що ввійшла в систему захисту кредиторів і припинила свою діяльність 26 лютого 2024 року о 00:01 за гірським часом.

## Пункти призначення польотів

### Канада
- Британська Колумбія
  - Абботсфорд — Міжнародний аеропорт Абботсфорд
  - Ванкувер — Міжнародний аеропорт Ванкувер
- Альберта
  - Калгарі — Міжнародний аеропорт Калгарі хаб
  - Едмонтон — Міжнародний аеропорт Едмонтон

### Куба
- Варадеро — Аеропорт імені Хуана Гуальберто Гомеса

### Домініканська Республіка
- Пунта Кана — Міжнародний аеропорт Пунта Кана

### Мексика
- Канкун — Міжнародний аеропорт Канкун
- Пуерто-Вальярта — Міжнародний аеропорт імені Густаво Діас Ордаса

## Флот
Повітряний флот авіакомпанії Enerjet складається з двох літаків Boeing 737-700, поставлених в компанію 20 жовтня 2008 року:
| Тип літака     | Всього | Пасажирів | Маршрути                         | Примітки             |
| -------------- | ------ | --------- | -------------------------------- | -------------------- |
| Boeing 737-700 | 2      | 137       | Середньо - і ближньомагістральні | обладнані винглетами |
| Всього         | 2      |           |                                  |                      |